# Издешковский район
Издешковский район — административно-территориальная единица в составе Западной и Смоленской областей РСФСР, существовавшая в 1929—1961 годах.
Издешковский район был образован в составе Вяземского округа Западной области в 1929 году. Центром района было село (с 1938 года — пгт) Издешково. Район был образован из территорий, прежде входивших в Бельский, Вяземский и Дорогобужский уезды Смоленской губернии.
В 1930 году Вяземский округ был упразднён, и Издешковский район перешёл в прямое подчинение Западной области.
В 1937 году Издешковский район вошёл в состав Смоленской области.
В 1939 году часть территории района была передана в новый Семлевский район.
В 1961 году Издешковский район был упразднён, а его территория передана в Сафоновский район.